# Açucena
Açucena este un oraș din unitatea federativă Minas Gerais, Brazilia.